# Cristoforo Guidalotti Ciocchi del Monte
Cristoforo Guidalotti Ciocchi del Monte (Arezzo, 1484 - Sant'Angelo in Vado, 27 de outubro de 1564) foi um cardeal do século XVII

## Biografia
Nasceu em Arezzo em 1484. Filho de Cecco di Cristofano Guidalotti, patrício de Perugia, e Margherita Ciocchi del Monte. Ele tinha quatro irmãos e uma irmã. Primo-irmão do Papa Júlio III. Outro cardeal da família foi Innocenzo Ciocchi del Monte (1550).
Estudou em Roma com seu tio, o cardeal Antonio del Monte. Obteve o doutorado em utroque iure, tanto em direito canônico quanto em direito civil..
Com a morte de seu pai, ele foi enviado a Roma para estudar junto com seus irmãos e irmã. Arcipreste de S. Ângelo de Vado por preferência do tio cardeal, que também ocupava o cargo..
Eleito bispo titular de Belém da Palestina, em 21 de agosto de 1517, em sucessão a seu primo, Gaspare Antonio del Monte. Consagrado (nenhuma informação encontrada). Transferido para a sé de Cagli, 10 de fevereiro de 1525. Transferido para a sé de Marselha, 27 de junho de 1550. Promovido ao patriarcado titular de Alexandria, mantendo a sé de Marselha, 20 de outubro de 1550..
Criado cardeal sacerdote no consistório de 20 de novembro de 1551; recebeu o barrete vermelho e o título de S. Prassede, 4 de dezembro de 1551. Renunciou ao patriarcado antes de 8 de janeiro de 1552. Participou dos dois conclaves de 1555. Renunciou ao governo da diocese de Marselha antes de 9 de março de 1556. Transferido para a sé de Cagli, 9 de março de 1556. Participou do conclave de 1559, que elegeu o Papa Pio IV..
Morreu em Sant'Angelo in Vado em 27 de outubro de 1564. A notícia da sua morte chegou a Roma no dia seguinte, 28 de outubro de 1564. Sepultado em frente ao altar-mor da igreja de S. Ângelo..